# Іштван Кочиш
Іштван Кочиш (угор. István Kocsis, 6 жовтня 1949, Чорна — 9 червня 1994, Чорна) — угорський футболіст, що грав на позиції захисника. Футболіст року в Угорщині (1978).
Виступав, зокрема, за клуби «Гонвед» та «Печ», а також національну збірну Угорщини.

## Клубна кар'єра
У дорослому футболі дебютував 1969 року виступами за команду «Печ», в якій провів шість сезонів, взявши участь у 157 матчах чемпіонату. Більшість часу, проведеного у складі «Гонведа», був основним гравцем захисту команди.
Своєю грою за цю команду привернув увагу представників тренерського штабу клубу «Гонвед», до складу якого приєднався 1975 року. Відіграв за клуб з Печа наступні шість сезонів своєї ігрової кар'єри. Граючи у складі «Печа» також здебільшого виходив на поле в основному складі команди і 1978 року був визнаний футболістом року, а у сезоні 1979/80 виграв з командою свій єдиний титул чемпіонат Угорщини.
Згодом з 1981 по 1983 рік грав у складі бельгійського «Льєрса», після чого повернувся до Угорщини і в сезоні 1983/1984 грав за «Шопрон» у другому дивізіоні.
Завершив ігрову кар'єру у аматорській австрійській команді «Остбан 11», за яку виступав протягом 1988—1990 років.

## Виступи за збірну
15 жовтня 1977 року дебютував в офіційних матчах у складі національної збірної Угорщини в товариській грі проти Югославії (4:3).
У складі збірної був учасником чемпіонату світу 1978 року в Аргентині, на якому зіграв два матчі — з Аргентиною (1:2) та Італією (1:3), а його команда не подолала груповий етап.
Загалом протягом кар'єри у національній команді, яка тривала 7 років, провів у її формі 20 матчів.
Помер 9 червня 1994 року на 45-му році життя.

## Титули і досягнення
- Чемпіон Угорщини (1):

«Гонвед»: 1979/80
- Чемпіон Європи (U-23): 1974
- Футболіст року в Угорщині: 1978